# 100 m stylem grzbietowym
100 m stylem grzbietowym – średni, ale najbardziej prestiżowy dystans w tym stylu. Jest to konkurencja rozgrywana na igrzyskach olimpijskich.

## Mistrzostwa Polski
Obecny mistrz Polski:
- Kacper Stokowski (2021)[1]

Obecna mistrzyni Polski:
- Paulina Peda (2021)[2]

## Mistrzostwa świata(basen 50 m)
Obecny mistrz świata:
- Thomas Ceccon (2022)

Obecna mistrzyni świata:
- Regan Smith (2022)

## Mistrzostwa świata(basen 25 m)
Obecny mistrz świata:
- Ryan Murphy (2018)

Obecna mistrzyni świata:
- Olivia Smoliga (2018)

## Mistrzostwa Europy
Obecny mistrz Europy:
- Robert Glință (2021)

Obecna mistrzyni Europy:
- Kathleen Dawson (2021)

## Letnie igrzyska olimpijskie
Obecny mistrz olimpijski:
- Jewgienij Ryłow (2021)

Obecna mistrzyni olimpijska:
- Kaylee McKeown (2021)

## Rekordy Polski, Europy i świata (basen 50 m)
|           | Imię i nazwisko | Czas    | Miejsce ustanowienia | Data            |         |         |
| Kobiety   | Kobiety         | Kobiety | Kobiety              | Kobiety         | Kobiety | Kobiety |
| --------- | --------------- | ------- | -------------------- | --------------- | ------- | ------- |
| WR        | Kaylee McKeown  | 57,45   | Adelaide (Australia) | 13 czerwca 2021 |         |         |
| ER        | Kathleen Dawson | 58,08   | Budapeszt (Węgry)    | 23 maja 2021    |         |         |
| RP        | Paulina Peda    | 59,75   | Łódź (Polska)        | 3 maja 2022     |         |         |
| Mężczyźni |                 |         |                      |                 |         |         |
| WR        | Thomas Ceccon   | 51,60   | Budapeszt (Węgry)    | 20 czerwca 2022 |         |         |
| ER        | Thomas Ceccon   | 51,60   | Budapeszt (Węgry)    | 20 czerwca 2022 |         |         |
| RP        | Ksawery Masiuk  | 52,58   | Budapeszt (Węgry)    | 19 czerwca 2022 |         |         |

## Rekordy Polski, Europy i świata (basen 25 m)
|           | Imię i nazwisko     | Czas    | Miejsce ustanowienia | Data                 |         |         |
| Kobiety   | Kobiety             | Kobiety | Kobiety              | Kobiety              | Kobiety | Kobiety |
| --------- | ------------------- | ------- | -------------------- | -------------------- | ------- | ------- |
| WR        | Minna Atherton      | 54,89   | Budapeszt (Węgry)    | 27 października 2019 |         |         |
| ER        | Katinka Hosszú      | 55,03   | Doha (Katar)         | 4 grudnia 2014       |         |         |
| RP        | Alicja Tchórz       | 57,09   | Budapeszt (Węgry)    | 27 października 2020 |         |         |
| Mężczyźni |                     |         |                      |                      |         |         |
| WR        | Coleman Stewart     | 48,33   | Neapol (Włochy)      | 29 sierpnia 2021     |         |         |
| ER        | Klimient Kolesnikow | 48,58   | Budapeszt (Węgry)    | 21 listopada 2020    |         |         |
| RP        | Radosław Kawęcki    | 49,23   | Lublin (Polska)      | 20 grudnia 2015      |         |         |